# Miguel Ferrer

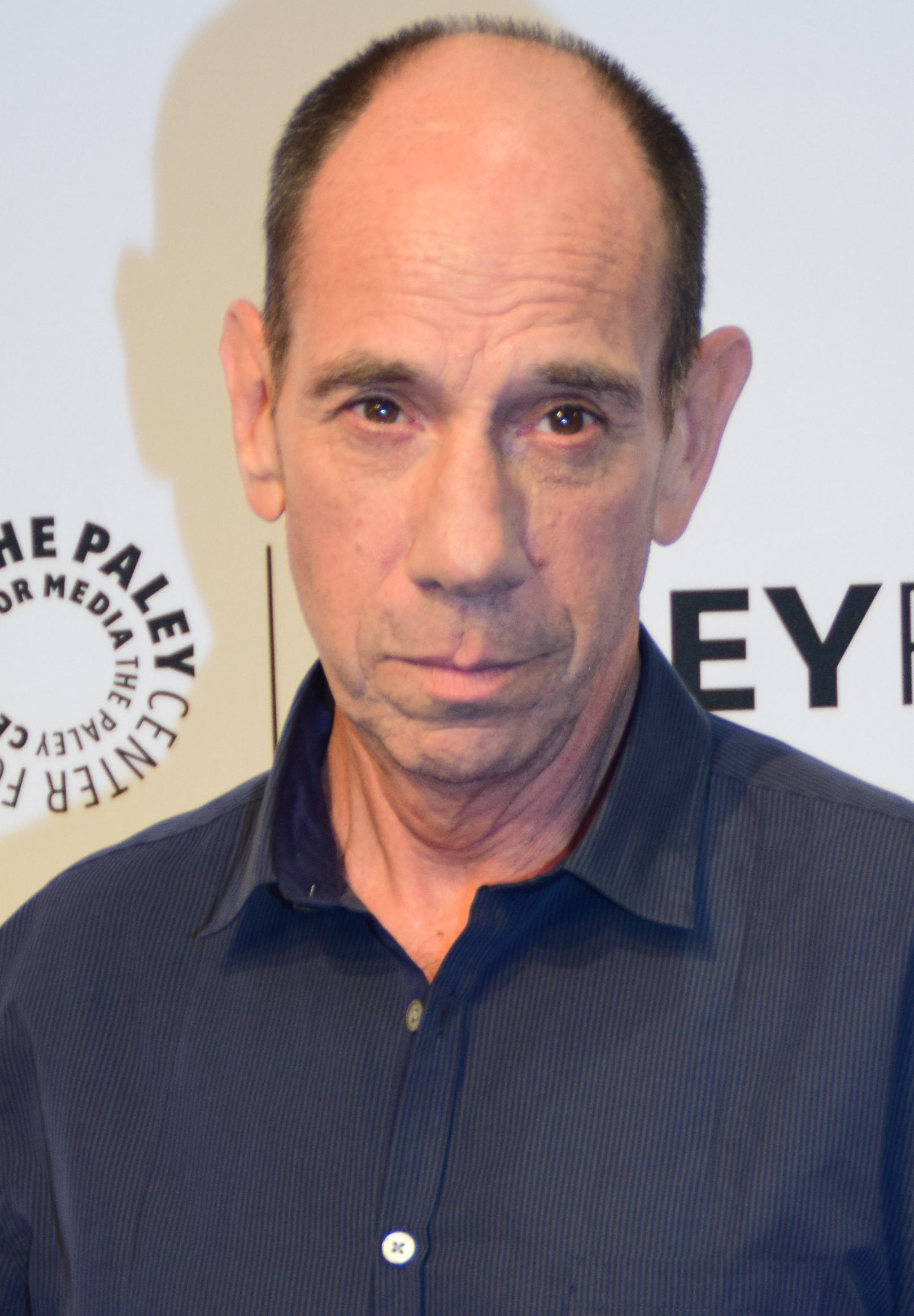
Miguel Ferrer, 2015

Miguel José Ferrer (* 7. Februar 1955 in Santa Monica, Kalifornien; † 19. Januar 2017 in Los Angeles, Kalifornien) war ein US-amerikanischer Schauspieler.

## Leben
Miguel Ferrer war der älteste Sohn von insgesamt fünf Kindern des Oscar-Preisträgers José Ferrer und der Sängerin und Schauspielerin Rosemary Clooney.
Als Teenager begann er sich für Musik zu interessieren und fing eine Karriere als Studiomusiker an. Er spielte Schlagzeug auf Keith Moons Album Two Sides of the Moon. Sein Bandkollege Bill Mumy verschaffte ihm seine erste Fernsehrolle in der Serie Sunshine. Miguel Ferrer spielte einen Schlagzeuger und nahm die Rolle nur an, weil Bill Mumy ihn überredete.
1983 erhielt Ferrer eine kleine Rolle als Kellner in dem Film Hochzeit mit Hindernissen. Im Star-Trek-Film Star Trek III: Auf der Suche nach Mr. Spock spielte er den Navigator des Raumschiffs Excelsior. Seitdem wirkte er in vielen Filmen mit, gewöhnlich in der Rolle des Bösewichts, unter anderem in RoboCop (1987) und in Mein wunderbarer Cadillac (1988), in dem er einen finsteren Motorradfahrer spielte. In Deep Star Six (1989) war er als verrückter Wissenschaftler zu sehen, in Revenge – Eine gefährliche Affäre als Weggefährte Kevin Costners und neben Bridget Fonda in dem Agententhriller Codename: Nina (1993). Er spielte den Commander Harbinger in Hot Shots! Der zweite Versuch (1993) und wirkte in Stephen Kings The Stand – Das letzte Gefecht (1994) in der Rolle des Lloyd Henreid mit. In dem Thriller Stephen King’s The Night Flier (1997), ebenfalls nach Stephen King, war er ebenfalls zu sehen. In Der Manchurian Kandidat (2004) spielte er einen Offizier der U.S. Army, der die Hauptfigur (Denzel Washington) herausfordert. Sein bekanntester Film war Traffic – Macht des Kartells (2000) von Steven Soderbergh, der unter anderen als „Bester Film“ für einen Oscar nominiert war.
Zu den vielen Fernsehserien, in denen er Gastauftritte hatte, gehören: Magnum, Miami Vice, CHiPs, Will & Grace, Superman: The Animated Series, Geschichten aus der Gruft und Twin Peaks. In der Folge Rückkehr von den Toten der Serie Magnum (Staffel 1, Folge 10) spielt er zusammen mit seinem Vater, José Ferrer. Er verkörpert den jungen Charakter, den sein Vater als alter Mann darstellt. Von 2001 bis 2007 spielte er in Crossing Jordan – Pathologin mit Profil die Rolle des Dr. Garret Macy. 2003 hatte er sein Bühnendebüt in der Off-Broadway-Produktion The Exonerated. 2005 kam sein Film Cool & Fool – Mein Partner mit der großen Schnauze in die amerikanischen Kinos. In der Serie Navy CIS: L.A. hatte er ab 2012 eine wiederkehrende Nebenrolle und war ab 2014 einer der Hauptdarsteller.
Bei den Grammy Awards 1999 war er in der Kategorie Best Spoken Word Album for Children nominiert für Disneys The Lion King II, Simba's Pride Read-Along. Ferrer spielte Golf und fuhr gerne Ski. Jedes Jahr war er Mitorganisator eines Wohltätigkeits-Golfturniers für die Kinderklinik der UCLA. Mit Bill Mumy, Bill Murray und ihrer gemeinsamen Band The Jenerators spielte er vereinzelt Club-Konzerte.
Miguel Ferrer war geschieden und hat zwei Söhne aus der Ehe mit Leilani Sarelle. Sein Cousin ist der Schauspieler George Clooney. Sein Bruder Gabriel Ferrer ist mit der Sängerin Debby Boone verheiratet, die Tochter der beiden ist die Schauspielerin Tessa Ferrer. Zu dem Schauspieler Mel Ferrer bestand dagegen kein Verwandtschaftsverhältnis. Mit der Schauspielerin Dominique Dunne war er eng befreundet und bei ihrem Begräbnis einer ihrer Sargträger.
Seine letzte Rolle war die in Teen Titans: Der Judas-Auftrag, wo er Deathstroke sprach.
Ferrer starb am 19. Januar 2017 in seinem Haus an Kehlkopfkrebs.

## Filmografie (Auswahl)
- 1981: Magnum (Fernsehserie, Folge 1x10)
- 1983: Hochzeit mit Hindernissen (The Man Who Wasn’t There)
- 1984: Star Trek III: Auf der Suche nach Mr. Spock (Star Trek III: The Search for Spock)
- 1984: Flashpoint – Die Grenzwölfe (Flashpoint)
- 1987: RoboCop
- 1987, 1989: Miami Vice (Fernsehserie, 2 Folgen)
- 1988: Mein wunderbarer Cadillac (Valentino Returns)
- 1989: Deep Star Six
- 1989: Shannon – Sein schwerster Fall (Shannon’s Deal, Fernsehfilm)
- 1990: Revenge – Eine gefährliche Affäre (Revenge)
- 1990–1991, 2017: Twin Peaks (Fernsehserie, 19 Folgen)
- 1990–1991: Das Psycho-Dezernat (Broken Badges, Fernsehserie, 7 Folgen)
- 1990: Das Kindermädchen (The Guardian)
- 1991: Geschichten aus der Gruft (Tales from the Crypt, Fernsehserie, Folge 2x06)
- 1993: Die Abservierer (Another Stakeout)
- 1993: Codename: Nina (Point of No Return)
- 1993: Hot Shots! Der zweite Versuch (Hot Shots! Part Deux)
- 1994: Emergency Room – Die Notaufnahme (ER, Fernsehserie, Folge 1x01)
- 1994: Mac Millionär – Zu clever für ’nen Blanko-Scheck (Blank Check)
- 1994: Stephen Kings The Stand – Das letzte Gefecht (The Stand)
- 1994: Royce
- 1996: Alf – Der Film (Project: ALF, Fernsehfilm)
- 1997: Stephen King’s The Night Flier
- 1997: Mr. Magoo
- 2000: Traffic – Macht des Kartells (Traffic)
- 2001–2007: Crossing Jordan – Pathologin mit Profil (Crossing Jordan, Fernsehserie, 116 Folgen)
- 2004: Der Manchurian Kandidat (The Manchurian Candidate)
- 2005: Cool & Fool – Mein Partner mit der großen Schnauze
- 2007: Bionic Woman (Fernsehserie, 9 Folgen)
- 2008: Criminal Intent – Verbrechen im Visier (Law & Order: Criminal Intent, Fernsehserie, Folge 7x18)
- 2009: Wrong Turn at Tahoe
- 2009: Lie to Me (Fernsehserie, Folge 2x10)
- 2009: Medium – Nichts bleibt verborgen (Medium, Fernsehserie, Folge 4x15)
- 2009: CSI: Den Tätern auf der Spur (CSI: Crime Scene Investigation, Fernsehserie, 1 Folge)
- 2010: Hard Ride to Hell
- 2011: Desperate Housewives (Fernsehserie, 5 Folgen)
- 2011: The Protector (Fernsehserie, 13 Folgen)
- 2012–2017: Navy CIS: L.A. (NCIS: Los Angeles, Fernsehserie, 115 Folgen)
- 2013: Iron Man 3
- 2013: 4 Assassins
- 2014: Rio 2 – Dschungelfieber (Rio 2, Stimme)
- 2017: Teen Titans: The Judas Contract (Stimme)